# 馬自達Romper

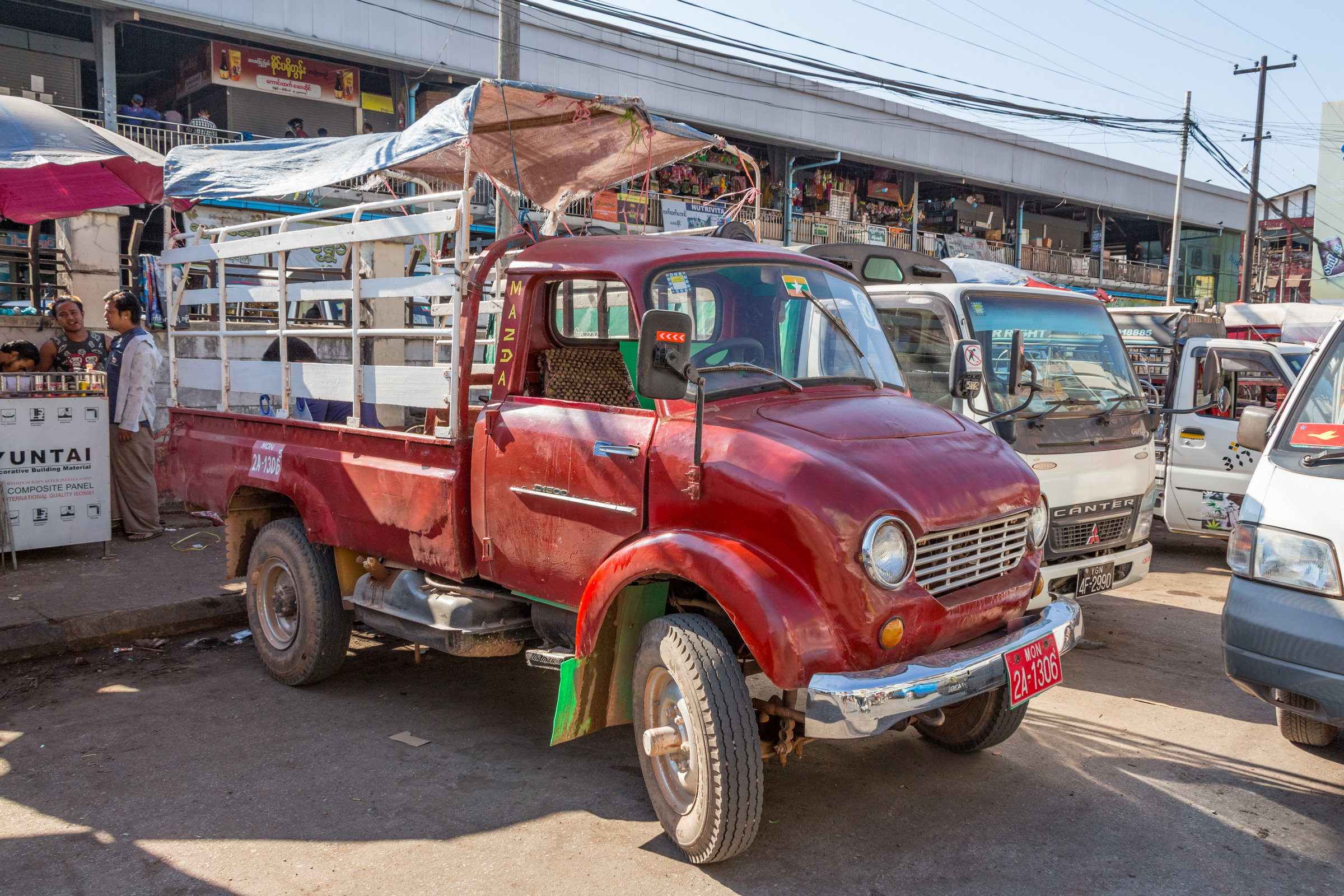
馬自達D1500，攝於緬甸毛淡棉

馬自達Romper（日语：マツダ・ロンパー）是1958年至1962年間由日本東洋工業（馬自達汽車前身）製造發售的小型商用四輪卡車。

## 概要與歷史
第二次世界大戰後百廢待舉，馬自達（當時稱作東洋工業）首先恢復三輪車的生產，自1956年起推出T系列三輪卡車如T1500、T2000等。隨著日本經濟成長，交通運輸需求日漸，小型四輪貨卡車逐漸取代三輪卡車。該公司遂以T系列三輪卡車為基礎，先於1950年6月推出首部小型四輪貨車MAZDA號CA型，接著在1958年四月推出開發代號「DMA型」的小型四輪貨車馬自達Romper，車名Romper意為「行走輕快的車」。具備一公噸的載貨能力，並搭載1,105c.c.氣冷式頂置氣門V型雙缸MB型引擎，最大馬力32.5ps。稍後推出代號「DHA型」的小型四輪貨車，具備1.75噸的載貨能力，所配置的1,400c.c.引擎可輸出42ps。
隔年三月，再開發更先進的水冷式OHV直列四缸引擎，推出最大馬力46ps / 4,600rpm（1,169c.c. TA型）、載重能力一公噸的馬自達D1100，以及最大馬力60ps / 4,600rpm（1,484c.c. UA型）、載重能力一點七五公噸的馬自達D1500。當時D1100型擁有同級距最大馬力，在市場上造成轟動，並促使馬自達在小型三、四輪卡車的市場佔有率從1957年的4%激增至1959年的10%。
1962年提升車輛的載重能力，分別推出一至一點五公噸的小型卡車D1500與二噸的D2000。這兩款車與MAZDA號後期推出的三輪卡車共用擋風玻璃等零件部品，而D2000搭載1,985c.c.水冷式OHV直列四缸VB型引擎，全浮動式的後輪軸則跟大型卡車相同。這款車另可改裝為LPG車，也可改裝成在日本國鐵軌道上行駛的載貨車。車身下部裝有軌道用車輪及車身轉換裝置，以2噸裝載量和7.5噸牽引力的狀態下，在水平軌道上能以50km/hr的時速行駛。
後繼車款為1965年上市的馬自達Kraft。

## 外部連結
- （日語）マツダ・D1500 （页面存档备份，存于）
- 酷車志：MAZDA 90週年經典車特輯 DA、Romper連袂演出[永久]